# Tożsamość płciowa
Tożsamość płciowa (ang. gender identity), tożsamość płci, płciowa identyfikacja – termin oznaczający osobiste poczucie własnej płci społeczno-kulturowej. Czyjeś wewnętrzne pojęcie „ja” jako mężczyzna, kobieta, kombinacja obu tych pojęć lub żadna z nich – to, jak jednostki postrzegają siebie i jak siebie określają. Jest ona tożsamością jednej z ról płci, która zaczyna się kształtować w okresie wczesnodziecięcym, kiedy to jednostka uczy się dostrzegać i odpowiadać na kierowane pod jej adresem społeczne oczekiwania. Tożsamość płciowa może być taka sama lub inna niż płeć przypisana przy urodzeniu. U większości ludzi tożsamość płciowa jest zgodna z płcią biologiczną i takie osoby określane są jako cispłciowe. Osoby, u których taka zgodność nie występuje lub występuje w mniejszym zakresie, określa się jako transpłciowe lub transseksualne.
Każde społeczeństwo posługuje się zestawem kategorii płci, które mogą służyć jako podstawa kształtowania się tożsamości społecznej osoby w odniesieniu do innych członków społeczeństwa. W większości zachodnich społeczeństw istnieje binarność płciowa, społeczna dychotomia, która wymusza dostosowanie się do ideałów męskości i kobiecości we wszystkich aspektach płci – tożsamości i ekspresji płciowej oraz płci biologicznej. Niektóre społeczeństwa mają tak zwaną trzecią kategorię płci, która może być użyta jako podstawa tożsamości płciowej przez ludzi którzy czują się niekomfortowo z płcią biologiczną; w innych społeczeństwach przynależność do każdej z kategorii jest otwarta na osoby bez względu na ich płeć. Australijska agencja rządowa do spraw równości w 2008 roku rozważała dodanie w dokumentach, poza męską i żeńską, tak zwanej „trzeciej płci” dla osób interpłciowych. O dodanie kolejnego typu wnioskowały środowiska transpłciowe proponując kategorię: „inne” – dla płci osób, których nie obrazują trzy powyższe oraz dla osób deklarujących brak identyfikacji płciowej.

## Historia i definicje

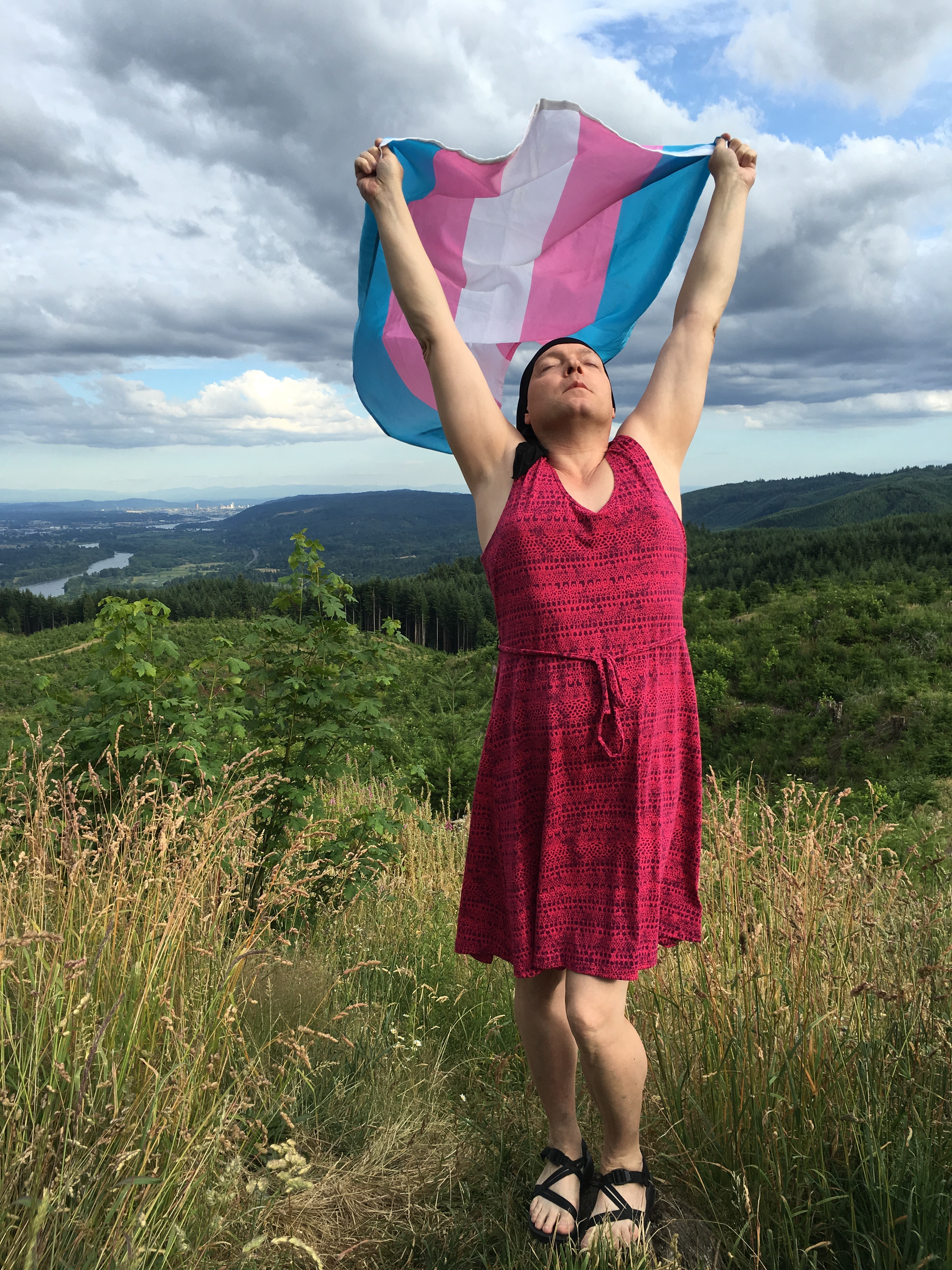
Elisa Rae Shupe: pierwsza osoba w Stanach Zjednoczonych, która została zgodnie z prawem uznana za osobę niebinarną.

### Początki pojęciowe
W 1905 roku Sigmund Freud zaprezentował teorię rozwoju psychoseksualnego w „Trzech esejach z teorii seksualnej”. Freud wykazał, że człowiek w okresie wczesnodziecięcym nie rozróżnia swej płci: zakłada, że rodzice posiadają tę samą płeć i te same umiejętności rozrodcze. Na tej podstawie wywnioskował, że biseksualizm jest pierwotną orientacją seksualną, oraz że heteroseksualizm jest rezultatem okresu fallicznego (między 5 a 7 rokiem życia), podczas którego ustalana jest tożsamość płciowa. Według Freuda, podczas fazy fallicznej dziecko rozwija kompleks Edypa, gdzie ma fantazje seksualne związane z rodzicem płci przeciwnej, przy jednoczesnej niechęci do rodzica tej samej płci. Nienawiść ta przekształca się (nieświadomie) identyfikację ze znienawidzonym rodzicem, który zarówno jest wzorcem zaspokajającym impulsy seksualne oraz zagrażającym pozbawienia zdolności dziecka do zaspokojenia tych impulsów. W 1913 roku Carl Jung zaproponował kompleks Elektry. Wierzył, że biseksualizm nie leży u źródeł życia psychicznego i że Freud nie podał odpowiednich opisów dla okresu fallicznego dziewczynek. Propozycja ta została jednak odrzucona przez Freuda.
W latach 50. i 60. XX wieku psycholodzy zaczęli studia nad rozwojem płci u małych dzieci, by zrozumieć pochodzenie homoseksualizmu (który był postrzegany jako zaburzenia psychiczne). W 1958 roku stworzono „Gender Idendity Research Project” na UCLA Medical Center w ramach badań nad interpłciowością i transseksualizmem. Psychoanalityk Robert Stoller uogólnił wiele ustaleń projektu w swojej książce „Sex and Gender: On the Development of Masculinity and Femininity (1968)”. Jest również uważany za wprowadzenie pojęcia tożsamości płciowej na Międzynarodowym Kongresie Psychoanalitycznym w Sztokholmie w 1963. Psycholog behawioralny John Money także odegrał ogromną rolę w rozwoju wczesnej teorii tożsamości płciowej. Jego praca na Johns Hopkins Medical School’s Gender Identity Clinic (utworzonej w 1965 roku) spopularyzował teorię tożsamości płciowej, sugerując, że do pewnego wieku tożsamość ta jest stosunkowo płynna i podlega ciągłej negocjacji. Jego książka „Man and Woman, Boy and Girl” (1972) zaczęła być używana jako podręcznik w szkołach, mimo że wiele teorii Money’ego zostało zakwestionowanych.
W późnych latach 80. XX wieku Judith Butler rozpoczęła regularne wykłady na temat tożsamości płciowej. W latach 90. opublikowała swoją przełomową pracę „Uwikłani w płeć: feminizm i polityka tożsamości”, która wniosła znaczący wkład z filozofii po latach 50. i doprowadziła do radykalnej krytyki niedoskonałości feminizmu. Główna z tez Butler mówi, że tożsamość płciowa nie przeciwstawia się biologii seksualnej, wręcz przeciwnie, przedstawia możliwość istnienia czegoś innego niż mężczyzna czy kobieta. Praca ta jest często używana jako najbardziej przełomowa z prac nad teorią feminizmu i badań nad płcią.
Podczas gdy pojęcie tożsamości płciowej ogólnie odnosi się do kategorii płci inni uczeni dodatkowo używają tego pojęcia do określenia kategorii orientacji seksualnej i tożsamości seksualnej takich jak gej, lesbijka czy biseksualista.

### Literatura medyczna
Pod koniec XIX wieku w literaturze medycznej kobiety, które postanowiły nie wpasowywać się do oczekiwań roli płciowej były nazywane lesbijkami, które były wysoce zainteresowane nauką, a niezainteresowane, a nawet niezdolne do robótek ręcznych. W połowie XX wieku lekarze popychali takie osoby do terapii mającej na celu „naprawienie” tych zachowań, które nie odpowiadały płci biologicznej danej osoby. Celem terapii było sprowadzenie dzieci z powrotem do ich „właściwych” cech roli płciowej, a tym samym ograniczenie ilości dzieci transpłciowych.

### Tożsamość płciowa w DSM
Pojęcie tożsamości płciowej pojawiło się w trzeciej edycji „Diagnostic and Statistical Manual of Mental Disorders”, DSM-III (1980), w postaci dwóch psychiatrycznych diagnoz płciowej dysforii: zaburzenia tożsamości płciowej w
dzieciństwie (GIDC) i transseksualizmu (dla młodzieży i dorosłych). W podręcznikowej wersji DSM-III-R z roku 1987 pojawiła się trzecia diagnoza: zaburzenie tożsamości płciowej okresu
dorastania i dorosłości, typu nie transseksualnego. Diagnoza ta została usunięta z kolejnej nowelizacji DSM-IV (1994), która również obaliła GIDC i transseksualizm w nowej diagnozie zaburzeń tożsamości płciowej. Niespójność płci opisana w IDC-11, w przeciwieństwie do dysforii płciowej opisanej w DSM-5, nie jest zaburzeniem psychicznym, jako iż nie wywołuje bezpośrednio niepokoju, ani dysfunkcji. Tak więc według IDC-11 tożsamość płciowa nie jest zaburzeniem psychicznym.
Autorzy pracy akademickiej z 2005 roku zakwestionowali klasyfikacje problemów identyfikacji płciowej jako zaburzeń psychicznych spekulując, że niektóre wersje DSM mogły być dokonywane w oparciu o zasadę wzajemności, podczas gdy pewne grupy nalegały o usunięcie homoseksualizmu z kategorii zaburzeń. Sprawa ta pozostaje kontrowersyjna, zdecydowana jednak większość dzisiejszych specjalistów od zdrowia psychicznego zgadza się z obecnymi klasyfikacjami DSM.

### Międzynarodowe Pakty Praw Człowieka
Międzynarodowe Pakty Praw Człowieka wykorzystują definicję płci kulturowej podaną w Zasadach z Yogyakarty. We wstępie „płeć kulturowa” rozumiana jest jako odnosząca się do głębokich odczuć każdej z osób i indywidualnego odczucia własnej płciowości, które może, ale nie musi odpowiadać płci przypisanej biologicznie przy porodzie. Włączając w to poczucie cielesności (co może obejmować modyfikację wyglądu ciała przy pomocy medycyny, zabiegów chirurgicznych etc.) oraz innego doświadczania płci włączając strój, mowę i manierę. Ponadto, zasada trzecia mówi, że „osobiście definiowana tożsamość płciowa jest integralną częścią osobowości i jest jednym z najbardziej podstawowych aspektów określenia samego siebie, godności i wolności.” W regule osiemnastej jest mowa o tym, że „Jednakże klasyfikacje mówią co innego, płeć kulturowa nie jest sama w sobie schorzeniem medycznym, nie da się jej wyleczyć czy stłumić.” Nawiązując do tego, zasady „prawoznawcza adnotacja do Zasad Yogyarta” stwierdzają, że „płeć kulturowa różniąca się od tej przypisanej biologicznie była traktowana jako forma choroby psychicznej. Patologizacja różnic doprowadziła do zamykania w zakładach psychiatrycznych i poddawania terapii elektrowstrząsami dzieci i młodzieży transgresywnej. „Przewodnik działacza Zasad Yogyarta” podkreśla, że „ważne jest aby pamiętać, że „orientacja seksualna” była zdeklasyfikowana jako choroba psychiczna w wielu krajach, jednak „tożsamość płciowa” lub „zaburzenie tożsamości płciowej” wciąż pozostaje do rozważenia.” Zasady te wpłynęły na deklarację ONZ w sprawie orientacji seksualnej i płci kulturowej.

## Kształtowanie się tożsamości płciowej
Tożsamość płciowa jest zazwyczaj kształtowana do trzeciego roku życia i jest niemal niemożliwa do zmiany po tym okresie. Kształtowanie na ogół kończy się między czwartym a szóstym rokiem życia. Na kształtowanie tożsamości wpływa otoczenie, interakcja społeczna i osobiste zainteresowania dziecka. Rozumienie płci może być podzielone na cztery części: (1) rozumienie pojęcia płci, (2) nauka standardów ról płciowych i stereotypów, (3) identyfikacja z rodzicami, oraz (4) formowanie preferencji płci. Trzylatek może utożsamiać się jako chłopiec bądź dziewczynka, nie wiedząc iż płeć jest trwała. Tożsamość płciowa jest kształtowana jako dziecięce poszukiwania wskazówek i przejawów akceptacji dla innych, opartych na płci z którą się to dziecko utożsamia. Badania sugerują, że dziecko rozwija swą
tożsamość w trzech etapach: jako małe dziecko i przedszkolak, w
którym napotyka uspołecznione aspekty płci; ujednolicenie, podczas
którego tożsamość staje się nienaruszalna, między piątym a siódmym rokiem życia; po tym etapie płynność powraca i społeczne
określenie roli płciowej nieco się rozluźnia. Mimo że pojęcie „tożsamości płciowej” pierwotnie było medycznym pojęciem wyjaśniającym operację korekty płci, dziś jest częściej używane w psychologii jako rdzeń tożsamości płciowej. Kształtowanie się tożsamości nie jest całkowicie zrozumiane, istnieje wiele czynników, które mogą wpływać na jej rozwój. Czynniki biologiczne, które mogą mieć wpływ na tożsamość płciową, włączają przed- i poporodowy poziom hormonów oraz geny.

### Czynniki wpływające na kształtowanie się tożsamości płciowej
Do czynników społecznych mogących wpływać na tożsamość należą wyobrażenia dotyczące ról płciowych przekazywanych przez rodzinę, autorytety, media i inne osoby wpływające na życie dziecka. Innym czynnikiem który odgrywa istotną rolę w procesie identyfikacji płci jest język. Istnieją zabiegi, przez które niektóre słowa są powiązane z konkretną
płcią. „Związek pomiędzy językiem a płcią ma ogromne odzwierciedlenie w praktyce językowej, wśród innych rodzajów i praktyk wykorzystywane są w budowaniu tożsamości społecznej powiązanej z kwestią męskości i kobiecości.” (Adegoju, 2000). Dzieci podczas nauki języka uczą się odróżniać cechy męskie od kobiecych oraz nieświadomie dostosowywać własne zachowanie do narzuconych im ról. Dzieci są często kształtowane przez osoby je otaczające, które próbują naśladować. Społeczna teoria nauki zakłada, że dziecko rozwija swoją tożsamość przez obserwację i naśladowanie zachowań przypisanych poszczególnej płci, a następnie bycie karanym bądź nagradzanym za te zachowania. Tożsamość płciowa niektórych osób może być niezgodna z ich płcią biologiczną, czego skutkiem jest własny sposób ubioru i bycia, postrzegany przez innych jako odstający od normy. Można nazwać to wariantem płci bądź transgenderyzmem.
Ponieważ rozwój tożsamości płciowej jest kształtowany przez wiele czynników, istnieje wiele diagnoz, chorób i stanów związanych z nimi. Jedną z głównych diagnoz jest zaburzenie tożsamości płciowej (GID), definiowane przez stałe poczucie niezgodności między odczuwaną tożsamością płciową a płcią przypisaną w chwili urodzenia oraz silną identyfikację z płcią przeciwną. Aby stwierdzić występowanie GID spełnione muszą być również inne kryteria diagnostyczne, między innymi zaburzenie nie może wynikać z nieprawidłowości chromosomalnych i musi powodować klinicznie istotne cierpienie lub ograniczenie funkcjonowania w ważnych dziedzinach życia. Zaburzenie tożsamości płciowej może występować u osób w różnych grupach wiekowych i objawiać się inaczej w zależności od wieku – na przykład dziewczynki mogą wyrażać pragnienie bycia chłopcami, twierdzić, że nimi są, lub zapewniać, że gdy dorosną będą mężczyznami. Mogą również preferować zabawki, ubrania czy fryzury typowe dla chłopców. W przypadku chłopców mogą występować zachowania analogiczne. Osoby dorosłe mogą przyjmować zachowania, nawyki i sposoby ubierania się charakterystyczne dla płci z którą się utożsamiają.
Przed wiekiem XX płeć człowieka mogła być zdeterminowana jedynie na podstawie narządów płciowych, ale od kiedy zaczęto rozumieć rolę chromosomów i genów, zaczęły być one pomocne w określeniu płci – definiowane jako damskie, dwa chromosomy X oraz jako męskie, chromosom X i chromosom Y. Niemniej jednak, niektóre osoby posiadają połączenie tych chromosomów, hormonów i genitaliów, które nie są jednoznacznie zdefiniowane jako „męskie” lub „żeńskie”. Ponadto, osoby takie mogą posiadać więcej niż jeden typ narządów. Także inne, cielesne cechy związane z płcią osoby (kształt ciała, owłosienie twarzy, wzrost, głęboki głos etc.) mogą, ale nie muszą, wpasowywać się w kategorie społeczne jako męskie czy żeńskie. Na przykład osoba z żeńskimi narządami płciowymi, niskim głosem i zarostem na twarzy może mieć trudności z określeniem płci z którą się identyfikuje. Przegląd literatury z okresu 1955-2000 sugeruje, że jedna na sto osób może mieć cechy obu płci.

## Czynniki wpływające na tożsamość płciową

### Czynniki biologiczne
Niektóre z dzisiejszych badań wykazują, że rozwój tożsamości płciowej jest powiązany z genetyką bądź wpływem hormonów. Biochemiczna teoria sugeruje, że naszą tożsamość płciową nabywamy bardziej przez czynniki genetyczne i hormonalne niż przez socjalizację. W artykule Lynda Birke zatytułowanym „In Pursuit Of Difference, scientific studies of women and men” autorka sugeruje że hormon determinujący płeć jest wytwarzany we wczesnym stadium rozwoju płodu. „Jajniki i jądra produkują hormony” oraz „jądra wytwarzają wyższy poziom pewnych hormonów (androgenów) niż jajniki”. „Jeśli poziom androgenów jest wysoki to penis i moszna się rozwiną; jeśli poziom jest niski rozwinie się łechtaczka i wargi sromowe”. Kiedy poziomy hormonów prenatalnych są zmienne rozwój fenotypu może być również zmienny. Dlatego naturalne predyspozycje mózgu ku jednej płci mogą nie pasować do składu genetycznego płodu bądź jego zewnętrznych narządów płciowych. Liczne stany i zmiany, które mają swoje podłoże w fazie prenatalnej mogą ostatecznie wpłynąć na tożsamość płciową osoby. Możliwe stany mogą wynikać ze zmian chromosomowych, w których dziecko nie ma ani kobiecych chromosomów XX ani męskich XY.
Oprócz wpływu hormonów na płeć kulturową, geny także odgrywają znaczącą rolę. Gen jest „zlokalizowanym obszarem gnomicznej sekwencji odpowiadającej za jednostkę dziedziczną znalezioną na ludzkich chromosomach.” U ludzi tysiące genów jest dziedziczonych od rodziców i układanych w 23 pary chromosomów. Jedną z nich jest para chromosomów odpowiedzialnych za płeć. Kobiety mają zazwyczaj dwa chromosomy X: każde z produkowanych jajeczek zawiera jeden X. Mężczyźni zazwyczaj mają jeden chromosom X i jeden Y.
Różnice w zdolnościach werbalnych i przestrzennych, pamięć i agresja są powiązane z różnicami w wydzielaniu hormonów u kobiet i mężczyzn. W artykule “In Pursuit Of Difference, scientific studies of women and men” Lynda Birke sugeruje, że ludzkie mózgi i wydzielanie hormonów mają wzajemny wpływ. Podczas wczesnego stadium rozwoju płodu, specyficzne hormony wchodzą do mózgu i „trwale wpływają na działanie podwzgórza”. Podobnie jak wcześniej, wysoki poziom hormonów, znanych jako androgeny, wstrzymuje podwzgórze od organizowania cykli hormonalnych. Cykle będą występować gdy poziom androgenów będzie niski”. Tak wczesny wpływ na mózg determinuje inną częstotliwość wydzielania hormonów w późniejszym życiu osoby. „Oczywiście, hormony płciowe kobiety zazwyczaj następują w cyklu miesięcznym”, podczas gdy „męskie hormony płciowe nie podążają za tym wzorem.” Wzajemny wpływ między hormonami i mózgiem najlepiej ilustruje hormonalny wpływ na tożsamość płciową.
Niektóre badania próbowały stworzyć powiązanie między zmiennością biologiczną a transpłciowością i transseksualizmem. Jednak badania te były ograniczone, a ich wyniki niepewne. Zhou i współautorzy zasugerowali w 1995 roku, że różnice między płciami w jądrze łożyskowym prążka krańcowego (BNST) mogą służyć jako biologiczny znacznik tożsamości płciowej. Objętość BNST jest większa u mężczyzn niż u kobiet i transseksualistów.
Inne badania sugerują, że te same hormony, które pozwalają na rozróżnienie między organami płciowymi w macicy, także wywołują dojrzewanie płciowe, jak również wpływają na rozwój tożsamości płciowej. Różne ilości hormonów męskich bądź żeńskich w człowieku powoduje różnice w zachowaniu i zewnętrznych narządach płciowych, które nie pasują do płci rzeczywistej i mogą one wyglądać i zachowywać się jak płeć przeciwna.

### Czynniki społeczne i środowiskowe
Płeć kulturowa jest także mocno powiązana z czynnikami społecznymi i środowiskowymi takimi jak: jaki typ rodzica wychowuje dziecko i w jakiej kulturze ono dorasta. Pogląd rodziców i autorytetów na seksualność i płeć ma ogromny wpływ na zachowanie dziecka, jego zainteresowania i własną identyfikację. Dziecko uczy się poprzez obserwację i reprodukcję, i będzie powtarzać działania i pomysły, które podpatrzą u dorosłych w ich życiu. Rodzice, którzy nie wspierają niezgodności płciowej prawdopodobnie będą mieli dzieci, których poglądy będą podobne do ich poglądów. Nawet jeśli rodzice popierają niezgodność płciową, zazwyczaj popierają ją do czasu. Najnowsza literatura o rodzicielskim kodowaniu zabawek jako męskie, żeńskie bądź neutralne wskazuje na to, że rodzice coraz częściej przypisują kuchni i, w niektórych przypadkach lalkom, rolę bardziej neutralną niż dziewczęcą. W badaniach Emily Kane bardziej powszechnym zjawiskiem było pokazywanie przez rodziców negatywnych reakcji na przedmioty, aktywności lub atrybuty, które mogłyby być uważane za ikony kobiecości. Jej badania wykazały znacząco, że wielu rodziców próbuje trzymać na dystans swych synów od wszystkiego co ma związek kobiecością. Badania Kane ukazały również, że powiązanie między performatywnością płci i orientacją seksualną nie występuje spontanicznie u córek. Oznacza to, że gdy córki identyfikują się z cechami męskimi nie niepokoi to w tym samym stopniu rodziców co identyfikacja ich synów z cechami kobiecymi. Niezależnie czy było to związane z odgrywaniem płci czy nie. Sugeruje to jak mocno zgodność płciowa i heteroseksualność są powiązane z hegemoniczną konstrukcją męskości. Zwłaszcza że pozytywna reakcja rodziców była ograniczona jedynie do paru cech przypisanych kobietom, takich jak umiejętności domowe, wychowanie i empatia.”
Środowisko, w którym dorasta dziecko w odniesieniu do płci jest kreowane zanim to dziecko się urodzi. Dzisiejsza technologia, taka jak USG, pozwala rodzicom dowiedzieć się jaka jest biologiczna płeć dziecka jeszcze przed porodem co wpływa na przygotowania do bycia rodzicami. Dziecko przychodzi na świat z określoną nazwą płci, zabawkami, a nawet ambicjami. Kiedy płeć dziecka jest określona, większość z nich dorasta jako mężczyzna bądź kobieta, z powiązanymi rolami społecznymi oparty na marzeniach rodziców. Antropolog LaFreniere oznajmia „przed 3-4 rokiem życia dziecko wytwarza wyobrażenie o samym sobie jako o chłopcu lub dziewczynce.” Według Emily Kane „dziecko staje się aktywnym uczestnikiem w procesie kształtowania płci jeszcze gdy jest nieświadome społecznego znaczenia płci, zwykle przed 2 rokiem życia. Takie myśli dziecka kreowane są przez rodziców, nauczycieli, rówieśników, gry i zabawki, którymi bawią się w dzieciństwie. Socjolog Dobo twierdzi, że przed 5 rokiem życia dziewczynki wykazują zainteresowanie lalkami, akcesoriami dla lalek, rysowaniem i maskotkami, podczas gdy chłopcy będą woleć klocki, małe pojazdy, narzędzia i głośne zabawy. Wielu rodziców powołuje się na biologię, próbują wyjaśnić płciowe tendencje ich dzieci. Dzieci będą się bawić w sposób, który prowadzi do pozytywnych reakcji ich rodziców i będą zmieniać swoje zachowanie, gdy się ono rodzicom nie spodoba. Badania Emily Kane wykazały, że „rodzicielskie próby oddzielenia tego co damskie i męskie ewidentnie ogranicza wolny wybór ich synów, a separowanie chłopców od dziewczynek dewaluuje czynności uważane za kobiece, a tym samym wzmacnia nierówności płci i heteronormatywność”.
Chwiejność ról płciowych i tożsamości nie jest łatwa. Kształtowanie tożsamości nie jest czymś co kończy się w momencie, gdy osoba identyfikuje siebie jako mężczyznę czy kobietę. Kształtowanie płci kulturowej trwa przez całe życie jednostki. Badania zostały uznane za udane, gdy jednostka poradziła sobie z wykreowaniem tożsamości, która podtrzymuje ich poczucie własnej wartości i która jest akceptowana społecznie. Jednym z obszarów gdzie kształtowanie tożsamości jest obecna to zmiana pracy. Kształtowanie tożsamości jest rozróżniane podczas zmiany pracy na trzy sposoby. Te sposoby to kulturowo dostępne narracje o zmianie kariery uważane za heroiczne. Niektórzy respondenci przyjmują płeć kulturową konieczną do zmiany pracy i wynik kształtowania takiej tożsamości ujawnia się w walce między sprzecznymi stanowiskami które mogą być rozróżniane na płeć. Przez heroiczne historie rozumie się przyjęcie roli płciowej, dzięki której unika się problemów zawodowych i wzmacnia się tę tożsamość, bez związku z tym czy jej zmiana wystąpiła naprawdę czy nie. Oznacza to, że rozmowa o zmianie kariery jest sposobem przejścia z ofiary i przyjęcia tymczasowej pozycji heroicznego aktora. Przyjmując odmienną pozycję zdeterminowaną płcią przez konieczność zmiany pracy może się zdarzyć gdy powód do bycia nieautentycznym w pracy może być adekwatny do płci. Rola płci w czasie zmiany również dotyczy wznowienia narracji życiowej, kiedy to zmiana ta jest tłumaczona zmianami w życiu osobistym. W tym przypadku, narrator był zadowolony z poprzedniej kariery, ale potrzeba rozwoju zawodowego wynika z rozwodu, kryzysu wieku lub dorastających dzieci. W końcu walka pomiędzy konfliktem tożsamości może wywołać negocjacje między pozycją tożsamości, w której jest ulokowany i nowo pożądanej, lub między dwoma pożądanymi, ale niekompatybilnymi pozycjami. Przykładem może być chęć studiowania w starszym wieku w celu usamodzielnienia się, podczas gdy przez tę szkołę jesteś uzależniony finansowo od małżonka. Są to dwie sprzeczne tożsamości, które jednak mogą być przyczyną zmiany która także napędza walkę tożsamości. Walka ta wynika z różnego pojęcia dobrej kariery i życia. Podczas nauki o społecznej konstrukcji kształtowania tożsamości płciowej ważne jest by pamiętać, że „sposób w jaki kształtowanie płci kulturowej może być ukończone oraz jak jego zasoby są genderowane jest zależne od określonego kontekstu kulturowego”. Oznacza to, że ważne jest aby zrozumieć każdy z kontekstów indywidualnie lub obserwować kształtowanie się płci kulturowej.

## Poglądy współczesne

### Społeczeństwo
Generacja XXI wieku jest pierwszym pokoleniem, które w różnym
stopniu akceptuje chłopców otwarcie bawiących się strojami
uważanymi za dziewczęce. Coraz większej liczbie dzieci pozwala się
pozostać w przestrzeni „pomiędzy” tradycyjnym wiekiem chłopięcym i dziewczęcym z zabawami oraz zabawkami zarówno dziewczęcymi, jak i chłopięcymi.

### Rząd
Płeć kulturowa i powiązane z nią tematy są nieustannie przedmiotem dyskusji politycznych. Ostatnio zadecydowano w związku z Ustawą o Dostępie do Opieki Zdrowotnej, że zamiana ubezpieczenia zdrowotnego będzie miała możliwość do zbierania danych demograficznych dotyczących seksualnej i płciowej tożsamości wśród badanej ludności. Pytania będą nieobowiązkowe, ale pomogą decydentom lepiej rozpoznawać potrzeby społeczności LGBT (lesbijskiej, gejowskiej, biseksualnej oraz transpłciowej) i udowodnić, że celem jest zapewnienie ubezpieczenia dla wszystkich. Pytania są legalne i ułożone w taki sposób, by nikt nie poczuł się dyskryminowany.

### Podłoże medyczne
Dziś istnieje wiele odmiennych poglądów dotyczących najlepszego sposobu radzenia sobie z niezgodnością płci. Wiele osób ze środowiska medycznego, a także zwiększająca się liczba rodziców nie wierzy w ideę terapii naprawczych, które są uznawane za co najmniej nieetyczne. Psycholodzy i psychiatrzy sugerują, że neutralność płciowa powinna być popierana, dzięki czemu człowieka nie będzie wyróżniać jego płeć. Uważa się, że podwyższyłoby to pewność siebie i poczucie własnej wartości u dzieci. Z drugiej strony wciąż istnieje ogromna liczba lekarzy, którzy wierzą, że powinno się interweniować w związku z niezgodnością płciową u dzieci. Wierzą, że stereotypowe zabawki i gry przypisane poszczególnej płci zachęcają dzieci do zachowania zgodnego z ich płcią biologiczną.
Osoby identyfikujące się jako transpłciowe czasem chcą poddać się operacji, by przekształcić swe pierwotne cechy płciowe, ponieważ czują się bardziej komfortowo jako płeć przeciwna do tej, którą nadano im przy narodzeniu. Może to obejmować usunięcie penisa, jąder bądź piersi, lub kształtowanie penisa, pochwy lub piersi. W przeszłości operacja korekty płci była przeprowadzana na dzieciach, których płci nie można było określić na podstawie genitaliów. Jednakże obecna opinia medyczna stawia się mocno przeciw takiej procedurze, gdyż wielu dorosłych z tych dzieci żałowało decyzji podjętej za nich. Dziś operacja korekty płci jest przeprowadzana na osobach, które chcą aby anatomia pasowała do tożsamości płciowej. Zazwyczaj takie operacje kończą się powodzeniem, a osoba, która się na nią zdecydowała czuje się bardziej komfortowo z samym sobą.

## Płeć kulturowa (ang.gender) a płeć biologiczna (ang.sex)
Gdy u człowieka płeć kulturowa charakteryzuje jedną z płci człowieka, a ciało określa drugą to wysoko prawdopodobne jest, że będzie się on zmagał z dysforią płciową. Niektórzy ludzie czują, że ich płeć kulturowa nie odpowiada płci biologicznej, włączając w to osoby transseksualne, transpłciowe oraz wiele osób interpłciowych. Komplikacje w związku z tym powstają, gdy społeczeństwo domaga się by taka osoba przyjęła akceptowaną przez nich rolę w społeczeństwie, przez którą żyje ona w sprzeczności ze swoją prawdziwą tożsamością płciową. Problemy powstają wraz z pojawieniem się stereotypów lub przypisywaniem konkretnych zachowań do poszczególnych typów płci, podczas gdy osoba identyfikuje się z inną płcią. Dysonans ten prowadzi do zaburzeń tożsamości płciowej.
Jednym z powodów takich niezgodności w interseksualności ludzi jest posiadanie przez niektóre osoby jednostki chromosomów, które nie są dopasowane do narządów zewnętrznych, bądź innych nieprawidłowości występujących podczas znaczącego okresu ciąży. Osoba taka może być postrzegana przez innych jako przedstawiciel jednej płci jednocześnie czując przynależność do innej. Przyczyny transgenderyzmu są mniej jasne; było ono przedmiotem wielu spekulacji, jednak żadna z psychologicznych teorii nie było udowodniona, a teorie zakładające różność płci w mózgu są stosunkowo nowe i trudne do potwierdzenia, ponieważ wymagają destrukcyjnych działań w strukturze mózgu.
W ostatnich dekadach pojawiły się operacje umożliwiające chirurgiczną korektę płci. Osoba, która doświadczyła dysforii płciowej, może poddać się tym zabiegom medycznym, aby dopasować swą płeć kulturową do płci biologicznej. Niektórzy ludzie doświadczający zaburzeń tożsamości płci, pozostają przy swojej płci biologicznej, jednak przyjmują rolę zgodną z ich płcią kulturową.

## Niebinarne tożsamości płciowe
Niebinarna/ trzecia płeć - opcja dostępna jako dobrowolne zgłoszenie się.
     Opcja wyboru tylko dla osób interpłciowych
     Obowiązkowe dla osób interpłciowych, a dla innych dobrowolne.
     Obowiązkowe dla osób płci interseksualnej
     Niebinarna / trzecia płeć nierozpoznana prawnie albo brak danych

Mapa rozpoznawalności prawnej tożsamości niebinarnych
Niebinarna/ trzecia płeć - opcja dostępna jako dobrowolne zgłoszenie się.
Opcja wyboru tylko dla osób interpłciowych
Obowiązkowe dla osób interpłciowych, a dla innych dobrowolne.
Obowiązkowe dla osób płci interseksualnej
Niebinarna / trzecia płeć nierozpoznana prawnie albo brak danych

Niektórzy ludzie oraz niektóre społeczeństwa nie konstruują płci jako binarnej, w której każdy jest albo chłopcem, albo dziewczyną albo mężczyzną, albo kobietą. Ci, którzy funkcjonują poza ramami binarnymi, są określani jako osoby nie-binarne lub genderqueer. Koncepcja niebinarności ma swoje korzenie w przekonaniu, że tożsamość płciowa leży raczej na spektrum niż na zasadzie opozycji. Oznacza to, że istnieją różne stopnie identyfikacji z byciem mężczyzną lub kobietą.

### Agender
Pewne jednostki, a także społeczności, wykazują w swej charakterystyce rzeczywistą lub teoretyczną cechę kulturową, która przejawia się w niewytworzeniu, nieotrzymaniu albo zrezygnowaniu z identyfikacji rodzajowych – tożsamości opartych na rozróżnieniu płci biologicznych: męskiej i żeńskiej. Zjawisko to związane jest zwykle z niezaistnieniem lub odrzuceniem zwyczaju kształtowania i postrzegania rzeczywistości społeczno-kulturowej przez pryzmat ludzkich płciowości. Zostało ono ujęte m.in. w teorii queer i w różnych odmianach postgenderyzmu.
Od listopada 2013 r. w Niemczech zaniechano kategoryzacji genderowej w przypadku narodzin dzieci interpłciowych. Oznacza to stworzenie realnej możliwości nieokreślenia się poprzez pojęcia „męskości” i „kobiecości” oraz prawne uznanie osoby o statusie „genderless” (tj. „bez rodzaju”), nieokreślonej płciowo. Brak identyfikacji genderowej traktowany jest opcjonalnie nie tylko wobec cis-genderyzmu, ale także wobec transpłciowości, androgynii, rodzajów trzeciej płci i pozostałych określeń genderowych. Jednocześnie zjawisko to ma charakter alternatywny, znajduje się w opozycji do wszelkich tożsamości genderowych. Wśród osób deklarujących tę postawę znajdują się przedstawiciele płci biologicznie żeńskiej, męskiej, jak i osoby transseksualne oraz interpłciowe.

#### Bigender
Osoby, które identyfikują się w podobnym stopniu jako kobieta, co jako mężczyzna mogą określać siebie, jako osoby bigender

#### Demigender
Osoby, które są osobami nie-binarnymi, ale do pewnego stopnia identyfikują się z konkretną płcią, mogą opisać siebie jako demigender. Różne odmiany tożsamości demigender obejmują między innymi: demiboy, demigirl, demifluid.

### Niezachodnie

#### Faʻafafine
W niektórych społeczeństwach polinezyjskich faʻafafine są postrzegani jako „trzecia płeć”, połączenie kobiety i mężczyzny. Biologicznie są to mężczyźni, których ubiór i zachowanie są typowo kobiece. Według Tamasailau Suaalii-Sauni faʻafafine w Samoa często są fizjologicznie niezdolni do reprodukcji. Faʻafafine są akceptowani jako płeć naturalna oraz nie są dyskryminowani. Faʻafafine często opierają swoje poczucie kobiecości jedynie o fakt bycia atrakcyjnym seksualnie dla mężczyzn. Byli i na ogół nadal są na początku identyfikowani z perspektywą preferencji pracowniczych, ponieważ wykonują większość prac domowych typowych dla kobiet. Minister Samoa jest patronem Stowarzyszenia Samoańskich Faʻafafine. W dosłownym tłumaczeniu faʻafaine oznacza „W sposób kobiecy”.

#### Hidźra
W niektórych kulturach azjatyckich Hidźra jest postrzegany jako
osoba, która nie jest ani kobietą ani mężczyzną. Większość z nich biologicznie jest albo mężczyzną, albo osobą interpłciową. Zdarzają się przypadki kiedy biologicznie jest to kobieta. Hidźra kształtuje trzecią płeć, jednakże nie cieszy się takim samym uznaniem i akceptacją co kobiety i mężczyźni w ich kulturach. Prowadzą własne gospodarstwa domowe, zatrudniają się jako piosenkarze, tancerze, kucharze, kelnerzy, czasem też oferują swe usługi seksualne mężczyznom. Bywają porównywani do transwestytów i drag queen. W Lipcu 2012 aktywista gender Gopi Shankar wymyślił regionalne pojęcie dla genderqueer, osób które nie identyfikują się z żadną płcią, w języku tamilskim. Gopi stwierdził, że poza kobietą i mężczyzną istnieje jeszcze ponad 20 typów płci kulturowej, takie jak transmężczyzna, transkobieta, obojnak, trigender itd. Zaraz po angielskim, język tamilski jest jedynym językiem który nazwał wszystkie rodzaje płci kulturowej.

#### Xanith
Xanith (także Khanith lub Khaneeth) jest akceptowaną trzecią płcią w Omanie. Xanith to homoseksualne męskie prostytutki noszące męskie ubrania o pastelowych barwach (poza białym, który jest noszony przez mężczyzn), lecz posiadające manierę kobiety. Xanith prowadzą własne gospodarstwa domowe wykonując wszystkie prace domowe (kobiece i męskie). Xanith może poślubić kobietę i poprzez konsumpcję małżeństwa zmienić swój status na mężczyznę. Jednak w przypadku śmierci lub rozwodu mężczyzna może powrócić do swego statusu Xanith.